# Românești (okręg Bacău)
Românești – wieś w Rumunii, w okręgu Bacău, w gminie Berești-Tazlău. W 2011 roku liczyła 455 mieszkańców.